# Jaskinia w Obłazowej
Jaskinia w Obłazowej – jaskinia położona w Kotlinie Orawsko-Nowotarskiej, na terenie wsi Nowa Biała, niedaleko Białki Tatrzańskiej w rezerwacie przyrody Przełom Białki pod Krempachami, w zboczu skałki Obłazowa. Jaskinię tworzy komora o długości 9 m, do której prowadzi krótki korytarz. 

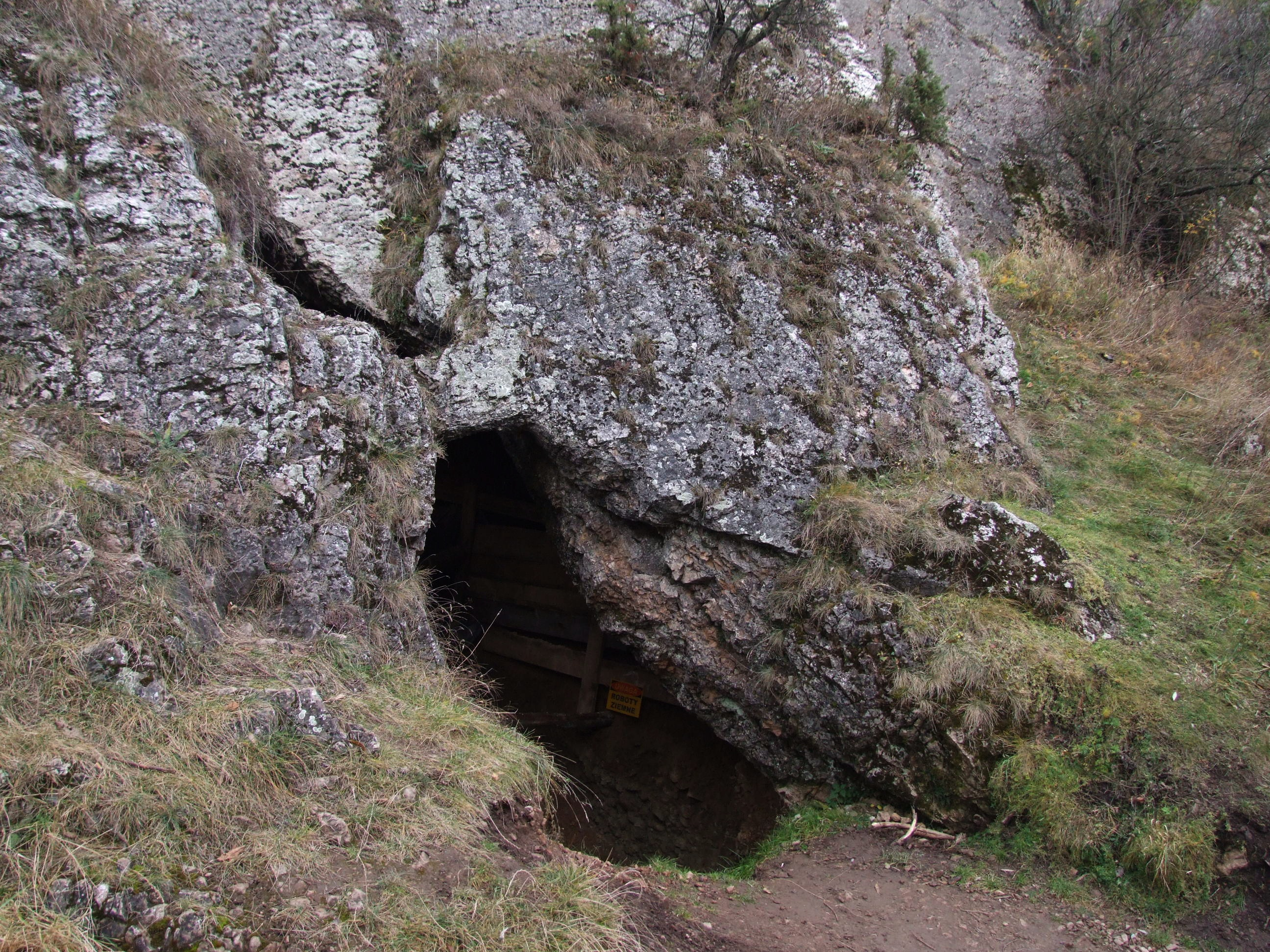
Wejście do Jaskini w Obłazowej

## Badania archeologiczne
W jaskini od 1985 roku prowadzono skrupulatne badania archeologiczne pod kierunkiem prof. Pawła Valde-Nowaka z Uniwersytetu Jagiellońskiego. Namulisko, z wyjątkiem tzw. świadków, zostało przesiane przez sita, o oczkach średnicy nawet poniżej milimetra. Podczas eksploracji osadów znaleziono szczątki m.in. hieny jaskiniowej, nosorożca włochatego, lwa jaskiniowego i renifera.
Jaskinia była zasiedlana przez człowieka wielokrotnie, począwszy od starszej epoki kamienia, gdy zamieszkiwali ją neandertalczycy. W górnych warstwach odnaleziono żelazny grot bełtu kuszy oraz fragmenty ceramiki pochodzące z późnego średniowiecza.
W głębszej warstwie (VIII) odnaleziono najstarszy bumerang na świecie. Jest on wykonany z ciosu mamuta, podczas gdy inne znane bumerangi były drewniane. Ma 71 cm długości, waży ok. 800 g i jest datowany na około 40 000 lat temu. Podczas wydobycia przedmiot był uszkodzony, jednak w trakcie wykopalisk udało się odnaleźć brakującą końcówkę. Przy użyciu kopii wykonanej z tworzywa sztucznego przeprowadzono testy, podczas których badano m.in. zasięg broni. W najdłuższym rzucie osiągnięto odległość 66 m. Odnaleziony przedmiot należy do grupy bumerangów, które nie wracają po rzuceniu. Być może bumerang nie służył do polowań, lecz jako przedmiot kultu. Przemawiają za tym cenny materiał, z którego został wytworzony, oraz jego sierpowaty kształt przypominający księżyc.
Podczas wykopalisk odkryto także ochrę (czerwony pigment), krzemienie i narzędzia z niego wykonane, nóż z radiolarytu, zdobione kliny rogowe, a także amulety, paciorek z kości i dwie zawieszki wykonane z kopalnej muszli Conus sp. Odnaleziono również dwa ludzkie paliczki – w chwili przebadania były to najstarsze odkryte na ziemiach polskich szczątki człowieka anatomicznie współczesnego.
Badania archeologiczne prowadzono w Jaskini w Obłazowej w latach 1985–1992, 1995 oraz od 2008 roku. Te najnowsze badania miały na celu osiągnięcie skalnego dna jaskini, przebadanie ewentualnych wcześniejszych etapów zasiedlenia oraz lokalizację kolejnych otworów wejściowych jaskini. W badaniach uczestniczyli studenci archeologii Uniwersytetu Jagiellońskiego. Wznowione badania przyniosły kolejne sukcesy – przebadano na większą skalę poziomy zasiedlenia jaskini przez neandertalczyków, odkryto kolejny przedmiot wykonany z muszli Conus sp., który można łączyć z warstwą VIII (z bumerangiem). Być może był to instrument muzyczny używany przez szamana w jaskini w trakcie obrzędów rytualnych. Archeolodzy uważają, że warstwa VIII związana jest z kulturą pawlowską. Odnalezione przedmioty sprawiają wrażenie starannie wyselekcjonowanych, gdyż większość z nich stanowiła zapewne znaczną wartość dla ówczesnego człowieka. Obecność ludzkich kości może sugerować pochówek cząstkowy lub symboliczny. Starsze artefakty odnalezione w jaskini są wytworem neandertalczyków i pochodzą z kultury szeleckiej (warstwa XXI) oraz jeszcze starszej mustierskiej (warstwy XXb oraz XIX-XIII).
W styczniu 2010 roku poinformowano, że udało się osiągnąć skalne dno jaskini, dzięki czemu uzyskano kompletną stratygrafię stanowiska.